# Statens institut för byggnadsforskning
Statens institut för byggnadsforskning, SIB, oftast kallat Byggforskningsinstitutet, var ett tidigare svenskt forskningsinstitut i statlig myndighetsform som existerade 1960 till 1993. Institutet hade en inriktning på forskning om byggande och bostäder med såväl teknisk som samhällsvetenskaplig inriktning.
Statens institut för byggnadsforskning bildades 1960 genom att Statens nämnd för byggnadsforskning, bildad 1942, delades upp i ett forskningsråd, Statens råd för byggnadsforskning, och ett forskningsinstitut. 1976 omlokaliserades institutet från Stockholm till Gävle. 1 januari 1994 lades institutet ner, men delar av verksamheten bildade en institution vid Kungliga Tekniska högskolan, fortfarande lokaliserad i Gävle. År 2000 fördes denna verksamhet över till Högskolan i Gävle. Den samhällsvetenskapliga forskningen överfördes till Institutet för bostads- och urbanforskning, IBF, vid Uppsala universitet, med lokaler i Gävle rådhus. Det flyttade därifrån till kvarteret Munken i Uppsala i februari 2013.
En bidragande orsak till nedläggningen var att institutet i samband med 1970-talets svenska bostadspolitik gavs en inriktning som gjorde att det senare ej uppskattades av den svenska byggsektorn, eller sågs som sektorns eget kunskapscentrum.

## Utgivning i urval
- Pass, David (1969) (på Engelska). Vällingby and Farsta - from idea to reality: the suburban development process in a large Swedish city. Stockholm: Statens institut för byggnadsforskning. Libris 7790. http://books.google.se/books?id=WNYvAQAAIAAJ